# Misturador-decantador
Um misturador-decantador, é um equipamento utilizado em extração líquido-líquido. São normalmente constituídos de uma série de tanques (estáticos ou agitados mecanicamente), separados por unidades de decantação. São usados principalmente na indústria metalúrgica onde são necessários elevados tempos de contacto entre as fases e de mistura nos processos de extração por reações químicas (extração reativa). Quando operando de maneira descontínua, os
misturadores-decantadores podem ser apenas reservatórios onde a corrente alimentação (contendo a substãncia a ser extraída) e o solvente são primeiramente misturados e posteriormente separados. Quando necessário, esta operação é repetida com solvente novo visando aumentar a quantidade de soluto extraído. Este é o chamado "modo de corrente cruzada".
O projeto rigoroso e o controle da operação das baterias de misturadores-decantadores é de importância para a viabilidade técnica e econômica de processos industriais de extração líquido-líquido, como por exemplo na indústria de petróleo.
Usando a extração por solvente em misturadores-decantadores, é possível extrair urânio, plutônio ou tório de soluções ácidas.